# Johann Friedrich II. Göler von Ravensburg

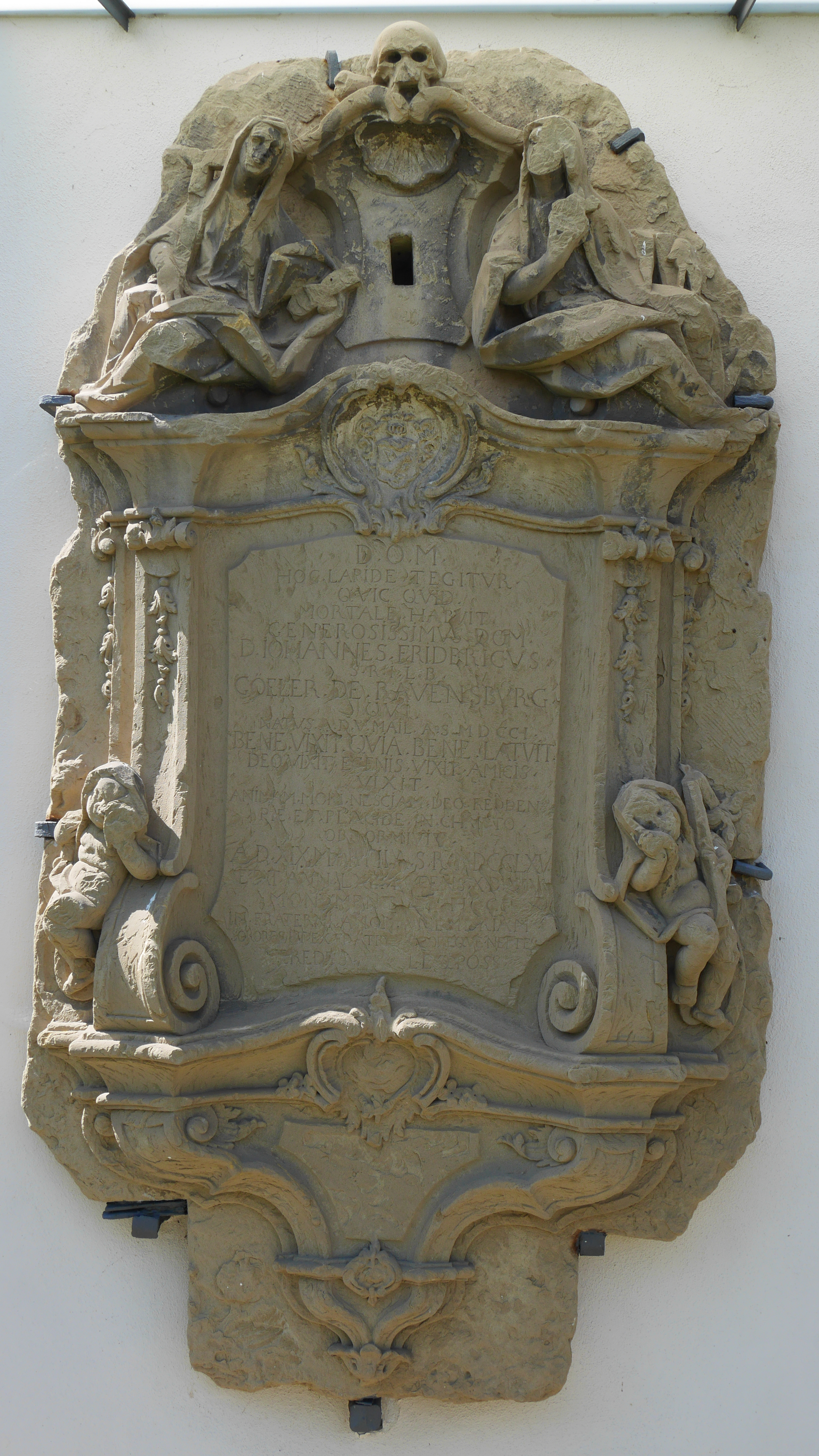
Grabplatte des Johann Friedrich II. Göler von Ravensburg in der Evangelischen Kirche Sulzfeld

Johann Friedrich II. Göler von Ravensburg (* 5. Mai 1701 in Sulzfeld; † 19. März 1765 ebenda) stammt aus der Familie Göler von Ravensburg, einem alten Kraichgauer Adelsgeschlecht, das der Schwäbischen Reichsritterschaft angehörte und dessen Stammsitz, die Ravensburg, bei Sulzfeld in Baden-Württemberg liegt. 

## Familie
Johann Friedrich war der Sohn des Ludwig Ferdinand Göler von Ravensburg (1664–1722), herzoglich württembergischer Kammerherr. Er war unverheiratet und blieb kinderlos.

## Leben
Während man seinen Bruder Ludwig Friedrich Göler von Ravensburg den „langen Herrn“ nannte, trug Johann Friedrich II. den Beinamen „der dicke Herr“. Er bewohnte auf der Ravensburg ein Wohnhaus auf der Westseite des Bergfrieds, das 1807 abgerissen wurde. Außerdem stiftete er den Armenkasten in Sulzfeld. Als er ledig verstarb, war er Familienältester gewesen und hatte zahlreiche Allodialgüter besessen. Sein Erbe kam an die drei Schwestern seines älteren Bruders Eberhard Friedrich I. Göler von Ravensburg sowie an seine drei Schwestern und deren Erben.
Die Grabplatte für Johann Friedrich II. Göler von Ravensburg befindet sich an der evangelischen Kirche in Sulzfeld: Sie zeigt allegorische Figuren.